# Elvira de León, reina de Sicilia
Elvira Alfónsez (septiembre de 1103-6 de febrero de 1135) fue infanta de León por nacimiento, y la primera reina de Sicilia por su matrimonio con Roger II.

## Primeros años
Era una hija del rey Alfonso VI de León y de Isabel, su cuarta esposa, que algunos autores consideran la misma persona que Zaida, mientras que otros discrepan. Elvira fue criada en Toledo, por lo que debe haber estado acostumbrada a la convivencia entre cristianos y musulmanes, como la que existía también en Sicilia.

## Matrimonio y descendencia
Elvira se casó con el entonces conde Roger II de Sicilia en 1117, y se convirtió en reina en 1130 cuando su esposo se hizo coronar rey. Fruto del matrimonio, tuvieron cinco hijos y dos hijas:
- Roger (1118-1148), duque de Apulia y posiblemente conde de Lecce (desde 1135).
- Tancredo (1119-1138), príncipe de Bari (desde 1135).
- Alfonso (1120/1121-1144), príncipe de Capua y duque de Nápoles (desde 1135).
- Adelisa (c. 1126-después de 1184), condesa de Florencia. Casada en primeras nupcias con Joscelino, conde de Loreto, y en segundas con Roberto, conde de Loritello y conde de Conversano. Sin descendencia o con descendencia extinta.
- Una niña (muerta en la infancia en 1135).
- Guillermo (1121-1166), duque de Apulia (desde 1148); rey de Sicilia como Guillermo I (desde 1150).
- Enrique (1135-1145).

## Muerte y posterioridad
En 1135, tanto Roger como Elvira enfermaron. La enfermedad era grave y contagiosa. Roger sobrevivió, pero Elvira no tuvo la misma suerte, muriendo el 6 de febrero del mismo año. Elvira recibió sepultura en la capilla real de Santa Magdalena en Palermo. 
Roger permaneció viudo durante catorce años y solo se volvió a casar cuando cuatro de sus cinco hijos con Elvira habían muerto. En 1149, contrajo matrimonio con Sibila de Borgoña, y en 1151 volvió a casar con Beatriz de Rethel.